# Rhinium discus
Rhinium discus là một loài tò vò trong họ Ichneumonidae.